# Liverpool Bay
Liverpool Bay (walesiska: Bae Lerpwl) är en vik i Storbritannien.   Den ligger i riksdelen England, i den centrala delen av landet, 300 km nordväst om huvudstaden London.